# Escritura en bronce

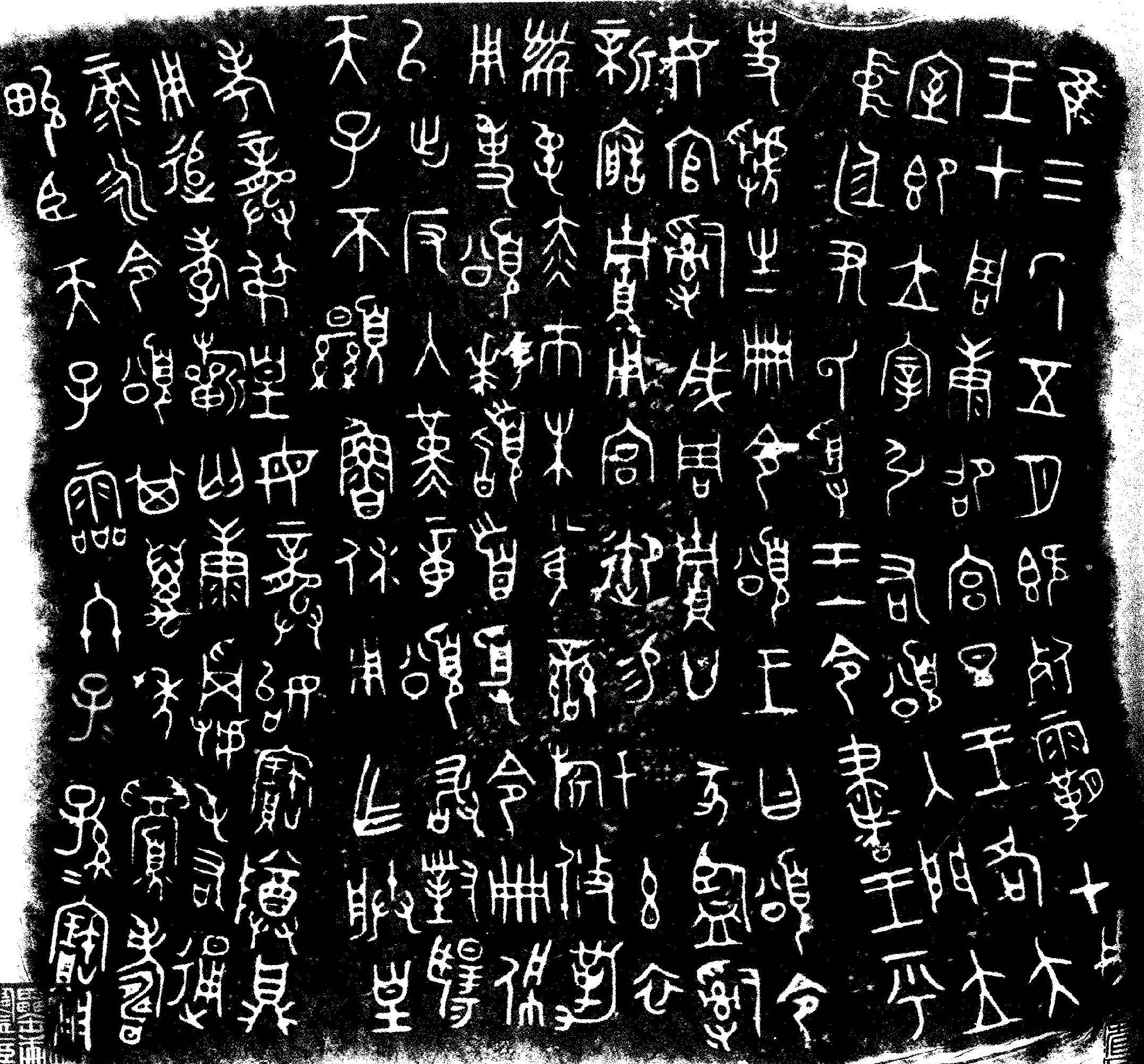
Inscripción sobre el Song ding, c. 800 a. C. Ejemplo de inscripciones chinas sobre bronce.

Las inscripciones chinas en bronce, escritura en bronce o escritura de bronceado, o también inscripciones en campanas y vasijas rituales (en chino: 钟鼎文, romanizado: zhōng dǐng wén) son escritos en una variedad de estilos de escritura chinos sobre piezas rituales de bronce tales como las campanas de zhōng y los calderos tripodales (ding) de la dinastía Shang (segundo milenio a. C.) a la dinastía Zhou (siglo III a. C.) e incluso posteriores. Las primeras inscripciones en bronce casi siempre fueron fundidas (es decir, la escritura se hizo con un elemento punzante sobre la arcilla húmeda de la pieza de molde a partir de la cual se fundió el bronce), mientras que las inscripciones posteriores a menudo se grabaron una vez que la pieza de bronce tenía su forma final (o sea luego de colar el bronce en el molde). Las inscripciones en bronce son uno de los primeros sistemas de escritura chinos, precedido por el sistema de escritura en huesos oraculares. También se han encontrado de la misma época piezas de cerámica, piedra, jade, huesos o cornamentas de animales con inscripciones, aunque son más escasos.
Al año 2000 se han recuperado alrededor de 10 000 piezas con inscripciones, las cuales tienen unos 3000 caracteres diferentes, y de ellos se han descifrado alrededor de unos 2000. Los temas sobre los que tratan estos escritos giran alrededor de temas ceremoniales, aunque también hablan de sucesos, por lo que son considerados los primeros registros históricos de China.
Durante la evolución de la escritura en bronce la escritura se torna más homogénea, comienza a escribirse verticalmente (de arriba abajo) y de izquierda a derecha. Este tipo de escritura se mantiene prácticamente durante toda la dinastía Zhōu occidental (s. XI-771 a. C.).

## Terminología

Emblema del clan Shang muy expresivo (牛, niú «buey»)

Desde el período de los comienzos de la dinastía Zhou Occidental hasta los comienzos de los Reinos Combatientes, la mayor parte de la escritura que se ha desenterrado han sido inscripciones sobre bronce. Por lo tanto, es común referirse a los diversos sistemas de escritura de este período como «inscripciones en bronce», aunque no existe un único sistema de este tipo. El término generalmente incluye también inscripciones en bronce de la dinastía Shang precedente. Sin embargo, hay grandes diferencias entre los caracteres del emblema Shang altamente pictórico (también conocido como «identificativo») en los bronces (vea la insignia del clan «buey» que acompaña este texto), típicos gráficos Shang en bronce, escritos en bronces de la mitad de la dinastía Zhou, y aquellos de la dinastía Zhou tardía y de la dianstías Qin, Han y bronces de los periodos posteriores. Además, a partir del Período de las Primaveras y Otoños, la escritura en cada región evolucionó gradualmente en diferentes direcciones, de modo que los estilos de escritura en los reinos combatientes de Chu, Qin y las regiones orientales, por ejemplo, fueron notablemente divergentes. Además, sistemas artísticos también surgieron a partir de fines del Periodo de las Primaveras y los Otoños hasta los primeros Reinos Combatientes, tales como la escritura ave (鳥 書, niǎoshū), también llamado escritura Sello de Ave (鳥 篆, niǎozhuàn) y Escritura Gusano (蟲 書, chóngshū).

寅 Yín en cuatro sistemas diferentes de escritura en bronce Shang–Zhou
Dinastía Shang
Fines de Zhou Occidental
Escritura Ave, comienzos de los Reinos Combatientes
Fines de los Reinos Combatientes